# Weaverville (Carolina del Norte)
Weaverville es un pueblo ubicado en el condado de Buncombe y en el estado estadounidense de Carolina del Norte. La localidad en el año 2000, tenía una población de 2.646 habitantes en una superficie de 6.6 km², con una densidad poblacional de 368.4 personas por km².

## Geografía
Weaverville se encuentra ubicado en las coordenadas 35°41′45″N 82°33′30″O / 35.69583, -82.55833. Según la Oficina del Censo, la localidad tiene un área total de 6,6 km² (2,5 mi²), de la cual 6,6 km² (2,5 mi²) es tierra y 0 km² (0 mi²) (0.39%) es agua.

### Localidades adyacentes
El siguiente diagrama muestra a las localidades en un radio de 20 kilómetros (12,4 mi) de Weaverville.

## Demografía
En el 2000 la renta per cápita promedia del hogar era de $45.110, y el ingreso promedio para una familia era de $52.731. El ingreso per cápita para la localidad era de $24.517. En 2000 los hombres tenían un ingreso per cápita de $35.575 contra $24.613 para las mujeres. Alrededor del 4.40% de la población estaba bajo el umbral de pobreza nacional.